# Tierra de Astorga
Tierra de Astorga es una comarca situada en el centro y oeste de la provincia de León. Cuenta con 1.325,21 km², que son el 8,5% del total provincial, y con 19.237 habitantes, que son el 4,17% del total provincial en el año 2017. Está dividida en 14 términos municipales.

## Geografía
Tierra de sustrato de rocas muy antiguas, pizarra y cuarcitas en la mayor parte, que han evolucionado hacia las formas viejas y alomadas con culminaciones planas. En las zonas bajas hay depósitos de raña.
En general, la Tierra de Astorga es de relieve suave que va bajando desde las montañas hasta las orillas del Órbigo.

## Demografía
La Tierra de Astorga tiene un poblamiento concentrado, con un fuerte descenso poblacional, que es superior incluso a la media provincial, exceptuando la ciudad de Astorga, la cual no ha sido capaz de absorber a una población forzada a emigrar. 
En 1991, la comarca contaba con 24.768, que eran un 4,76% del total provincial.

## Comarcas tradicionales
- La Cepeda
- La Maragatería
- La Sequeda
- La Valduerna
- La Vega
- Turienzo

## Municipios
| Municipios              | Habitantes (2011) | Superficie (km²) |
| Astorga                 | 11.897            | 46,78            |
| Brazuelo                | 329               | 98,13            |
| Magaz de Cepeda         | 405               | 72,64            |
| Quintana del Castillo   | 881               | 155,71           |
| San Justo de la Vega    | 2.026             | 48,39            |
| Santa Colomba de Somoza | 505               | 179,10           |
| Santiago Millas         | 373               | 39,69            |
| Val de San Lorenzo      | 578               | 49,49            |
| Valderrey               | 510               | 60,23            |
| Villagatón              | 642               | 167,06           |
| Villamejil              | 796               | 78,98            |
| Villaobispo de Otero    | 661               | 31,79            |
| Total                   | 19.603            | 1.027,99         |
| ----------------------- | ----------------- | ---------------- |